# William Henry Fox Talbot
Pour les articles homonymes, voir William Fox, Fox et Talbot (homonymie).
William Henry Fox Talbot, né le 11 février 1800 à Melbury, dans le Dorset, et mort le 17 septembre 1877 à Lacock dans le Wiltshire, est un scientifique britannique devenu l’un des pionniers de la photographie. Il est à la fois mathématicien, physicien et philologue ; également intéressé par la botanique, la philosophie et l’archéologie, il pratique plusieurs langues.
Talbot commence à s'intéresser aux images obtenues avec une chambre noire en 1833. Il est l’inventeur du calotype, ou talbotype, qu'il brevète en 1841. Ce procédé photographique permet d’obtenir de multiples images positives sur papier à partir d'un seul négatif papier. Talbot mène ses recherches en parallèle avec celles de Daguerre. Après l’annonce de l’invention du daguerréotype en 1839, il tente de faire reconnaître l’antériorité de ses travaux. Il n’y parvient pas, mais son procédé du négatif-positif devient la base de la photographie argentique moderne.
Il est lauréat de la Médaille royale en 1838 pour ses travaux sur le calcul des intégrales.
Talbot est également l’auteur du premier livre illustré de photographies, The Pencil of Nature (Le Crayon de la nature), paru en 1844.

## Premiers essais photographiques

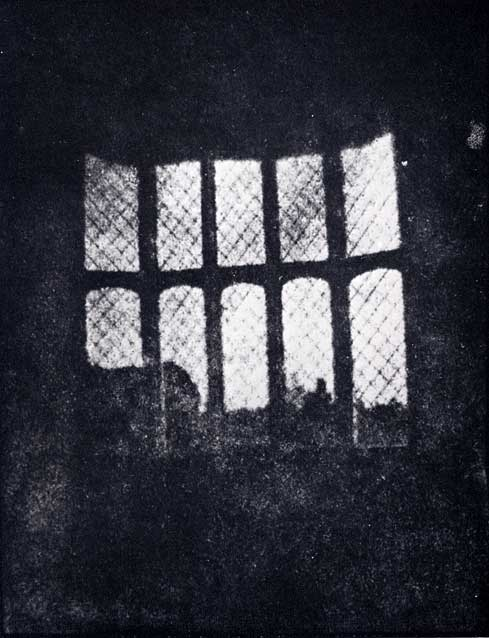
Intérieur de Lacock Abbey, 1835.

En 1833, lors d’un séjour au lac de Côme en Italie, Talbot tente de reproduire des paysages en s’aidant d’une camera lucida, ou chambre claire, pour tracer des esquisses. Mais cette technique suppose de dessiner, ce qu’il n’apprécie pas. Il cherche alors à obtenir des images durables par un autre moyen et commence ses expériences photographiques.
Son premier procédé s’appelle « dessin photogénique » (photogenic drawings) qu'il met au point en 1839. Il consiste à placer un objet sur une feuille de papier sensibilisée, puis à exposer le tout à la lumière, avant de fixer l'image obtenue. La silhouette de l'objet — feuille d’arbre, plante, plume, dentelle.. — apparait en négatif. Le support photosensible est fabriqué en mouillant une feuille de papier dans une solution de sel de cuisine, puis de nitrate d'argent. Après l’exposition, l’image est fixée avec un sel de potassium.
Talbot poursuit ses essais en utilisant la camera obscura, ou chambre noire. Il se sert de chambres de petite taille, appelées « souricières » par sa famille. En 1835, il obtient le premier négatif sur papier qui nous soit parvenu. Cette petite image négative de 2,5 cm de côté représente une fenêtre, prise de l’intérieur de Lacock Abbey, sa résidence dans le Wiltshire.

## L’invention du calotype

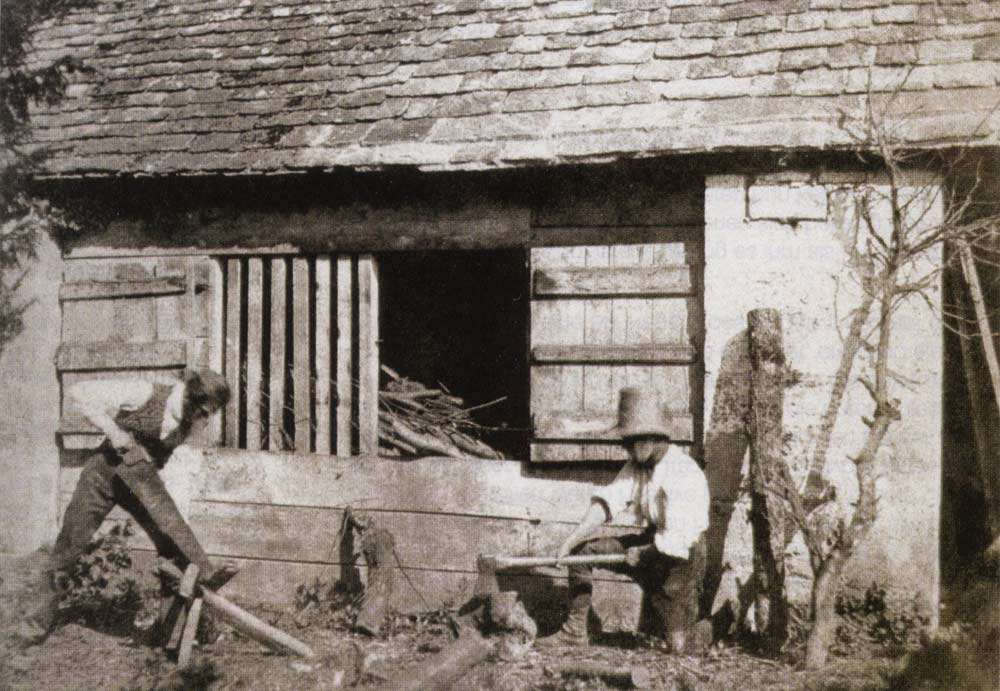
Un calotype de William Henry Fox Talbot, vers 1842-1843.

En janvier 1839, l'invention du daguerréotype par Louis Daguerre, à partir des travaux de Nicéphore Niépce, est publiquement révélée en France. François Arago en fait l’annonce à l’Académie des sciences le 7 janvier. Cette nouvelle surprend Talbot, qui cherche alors à faire reconnaître l’antériorité de ses recherches. Il écrit à Arago et envoie ses dessins photogéniques à la Royal Society de Londres. Le 31 janvier 1839, il fait une communication à la Royal Society sur le sujet (« Some account of the art of photogenic drawing, or the process by which natural objects may be made delineate themselves without the aid of the artists pencils »). Mais le daguerréotype est au point, bénéficie du soutien de l’État français, et est disponible gratuitement : ce procédé s’impose au niveau mondial pendant au moins une décennie.
Durant les années 1839-1841, Talbot améliore son procédé. Il réduit le temps de pose par un traitement à l’acide gallique après l’exposition en chambre noire, ce qui permet de développer l’image latente. Il reprend la technique du fixage photographique à l’hyposulfite de soude qu’il a apprise de Sir John Herschel. L’hyposulfite de soude, ou thiosulfate de sodium, possède la propriété de dissoudre les sels d’argent. Ce produit est encore utilisé aujourd’hui comme fixateur en photographie argentique.

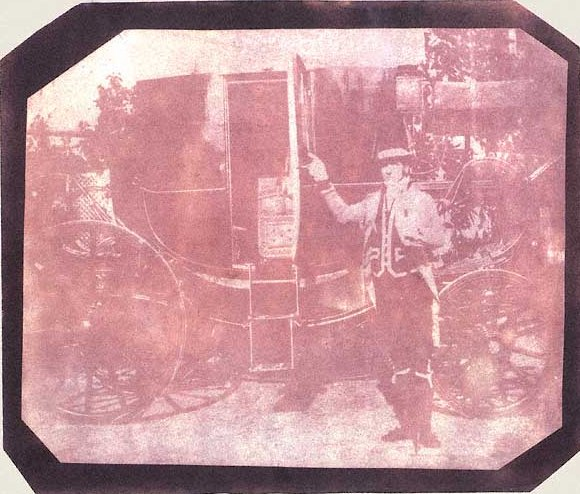
The Footman, portrait, vers 1840.

Mais surtout, Talbot a l’idée de se servir du négatif sur papier comme d’un objet à copier. Le tirage contact à partir du négatif papier permet d’obtenir une image positive en autant d’exemplaires que souhaité. Son procédé surpasse en cela celui de Daguerre, car chaque daguerréotype est unique et ne peut être reproduit. En 1841, il brevète son invention sous le nom de calotype (appelé aussi talbotype).
En 1842, Talbot reçoit la médaille Rumford de la Royal Society pour ses travaux novateurs dans le domaine de la photographie.
En 1844, il publie The Pencil of Nature, le premier livre illustré avec des photographies jamais édité. Cet ouvrage relate ses découvertes et comporte vingt-quatre calotypes hors texte.
Talbot voyage en Belgique en octobre 1846. À Bruxelles et à Liège, il n'a pas réussi de clichés, mais à Malines il réalise une dizaine d'images qui constituent le plus ancien ensemble d'images photographiques d'une ville belge qui soit parvenu jusqu'à nous.
Talbot apporte une avancée fondamentale à la photographie : la possibilité de reproduire une image positive à partir d’un négatif. Cependant, le calotype ne rencontre pas le succès mérité, car, d'une part, il donne des images de moins bonne qualité que le daguerréotype et, d'autre part, il est breveté et soumis à des droits d'utilisation élevés, ce qui est source de procès et entrave sa diffusion.

## Photogravure
Réalisant que les images argentiques ne seraient jamais tout à fait permanentes, Henry Fox Talbot travaille à la mise au point d'un système permettant l'impression des images sur papier en imprimerie. Il dépose un brevet pour un procédé de gravure photographique en 1852, procédé qu'il améliore par un autre brevet en 1858 (il l'appelle « photoglyphic engraving »). Ces deux procédés sont les ancêtres de la photogravure moderne.

## Hommages
Un musée, le Fox Talbot Museum, situé à Lacock dans le Wiltshire, lui est dédié.
En 1976, l'Union astronomique internationale a donné le nom de Talbot à un cratère lunaire en son honneur.
En 1996, William Henry Fox Talbot est l'un des 26 photographes actifs en Belgique mis à l'honneur au FotoMuseum Antwerpen (Musée de la Photographie à Anvers), lors de l'exposition Pioniers in Beeld.

## Expositions
- 19 juin - 2 septembre 2001 : Huellas de luz. El arte y los experimentos de William Henry Fox Talbot, Musée national centre d'art Reina Sofía, Madrid[4],[5].
- 13 décembre 2002 - 16 février 2003 : First photographs : William Henry Fox Talbot and the birth of photography, International center of photography (ICP), New York[6].

puis 30 mars - 15 juin 2003 Museum of Photographic Arts (MOPA), San Diego.